# П'янелла
П'янелла (італ. Pianella) — муніципалітет в Італії, у регіоні Абруццо, провінція Пескара.
П'янелла розташовані на відстані близько 145 км на північний схід від Рима, 55 км на схід від Л'Аквіли, 16 км на південний захід від Пескари.
Населення — 8556 осіб (2014).
Щорічний фестиваль відбувається останньої неділі липня. Покровитель — San Silvestro.

## Демографія
Населення за роками:

Станом на 1 січня 2023 року в муніципалітеті офіційно проживало 376 іноземців з 46 країн, серед них 123 громадяни країн Євросоюзу та 23 громадяни України.

## Сусідні муніципалітети
- Катіньяно
- Чепагатті
- Лорето-Апрутіно
- Москуфо
- Ноччано
- Рошано
- Спольторе